# Skeiða- og Gnúpverjahreppur
Skeiða- og Gnúpverjahreppur ist eine Gemeinde im Süden von Island mit 577 Einwohnern. (Stand 1. Januar 2023)

## Geografie
Diese Gemeinde ist einer der wenigen Gemeinden in Island ohne Meeresküste.
(Nord-)westlich der Gemeinde liegt Grímsnes og Grafningur, Bláskógabyggð und Hrunamannahreppur.
Im Norden des Gemeindegebiets liegt der Hofsjökull, südlich von diesem der Fluss Miklakvísl.
Nördlich des Gemeindegebiets von Skeiða- og Gnúpverjahreppur liegt die Gemeinde Eyjafjarðarsveit, (nord-)östlich Þingeyjarsveit und der östliche Teil von Ásahreppur.
Der Fluss Þjórsá bildet die östliche Grenze.
Der See Sultartangalón liegt im Gemeindedreieck zwischen dem Ostteil von Ásahreppur, Skeiða- og Gnúpverjahreppur und Rangárþing ytra.
Südwestlich von Skeiða- og Gnúpverjahreppur liegt der westliche Teil von Ásahreppur sowie die Gemeinde Flóahreppur.
In der Gemeinde Skeiða- og Gnúpverjahreppur liegen die Ortschaften Brautarholt und Árnes.

## Geschichte
Der historische Hof Stöng wurde 1104 bei einem großen Ausbruch der Hekla verlassen.
Er wurde 1939 ausgegraben ist touristisch interessant.
Ein Nachbau des mittelalterlichen Hofes ist Þjóðveldisbær am Þjórsárdalsvegur .
Die Gemeinde Skeiða- og Gnúpverjahreppur entstand 2003 aus den selbstständigen Gemeinden Skeiðahreppur und Gnúpverjahreppur.